# Being Human (serie de televisión de 2011)
Being Human (en español: Casi Humanos) es una serie de televisión de drama sobrenatural y amor , difundida por Syfy en los Estados Unidos y por Space en Canadá. Es producida por Muse en Montreal y se basa en el programa británico del mismo nombre realizado por la BBC. El 17 de marzo de 2011, Syfy renovó Being Human para una segunda.temporada. Adicionalmente, el 8 de febrero de 2012, anunció que renovaba la serie por una temporada más.

## Trama
La serie gira en torno a dos médicos, compañeros de trabajo que alquilan una casa juntos en Boston, con el añadido de que en ella vive el fantasma de una chica. 
El fantasma, junto con los dos compañeros, los cuales son un vampiro y un hombre lobo, pasarán por muchas tramas sobrenaturales y románticas, para resolver los problemas que parecen llegar a ellos con facilidad.

## Elenco

### Protagonistas
|  | Aidan Waite Interpretado por Sam Witwer.      |
|  | Josh Levison Interpretado por Sam Huntington. |
|  | Sally Malik Interpretado por Meaghan Rath.    |
|  | Nora Sergeant Interpretado por Kristen Hager. |

### Secundarios
- Mark Pellegrino es James Bishop.
- Sarah Allen es Rebecca.
- Dichen Lachman es Suren.
- Alison Louder es Emily.
- Gianpaolo Venuta es Danny.
- Angela Galuppo es Bridget.
- Susanna Fournier es Zoe.
- Natalie Brown es Julia.
- Kyle Schmid es Henry.
- Deena Aziz es Madre/Mother.

## Producción
El 28 de junio de 2010, Entertainment Weekly informó que el actor Sam Witwer había firmado para interpretar al vampiro en la nueva versión, y Meaghan Rath había firmado para interpretar a la fantasma, y que Sam Huntington estaba cerca de un acuerdo para interpretar al hombre lobo. El 7 de julio de 2010, se anunció que Mark Pellegrino de Lost y Supernatural se unía al elenco como "el maestro de de Aidan, carismático, pero amenazante".
El 29 de junio de 2011, Variety informó que la actriz Dichen Lachman había firmado como regular para interpretar a una vampiresa solitaria en la segunda temporada.